# Jamne (obwód brzeski)
Jamne (biał. Ямнае; ros. Ямное) – wieś na Białorusi, w obwodzie brzeskim, w rejonie stolińskim, w sielsowiecie Struga, nad jeziorami Jamno i Leszne.
W dwudziestoleciu międzywojennym leżało w Polsce, w województwie poleskim, w powiecie stolińskim, w gminie Stolin. Po II wojnie światowej w granicach Związku Sowieckiego. Od 1991 w niepodległej Białorusi.